# Apogonia comosa
Apogonia comosa är en skalbaggsart som beskrevs av Karsch 1882. Apogonia comosa ingår i släktet Apogonia och familjen Melolonthidae. Inga underarter finns listade i Catalogue of Life.